# Оппидо-Лукано
Оппидо-Лукано (итал. Oppido Lucano) — коммуна в Италии, расположена в регионе Базиликата, подчиняется административному центру Потенца.
Население составляет 3897 человек, плотность населения составляет 71,3 чел./км². Занимает площадь 54 км². Почтовый индекс — 85015. Телефонный код — 0971.
Покровителем населённого пункта считается Антоний Падуанский. Праздник ежегодно празднуется 13 июня.